# Portrait d'Agostino Barbarigo
Portrait d'Agostino Barbarigo – en italien Ritratto di Agostino Barbarigo – est un tableau réalisé vers 1571 par le peintre italien Paul Véronèse. Cette huile sur toile de format carré est un portrait à mi-corps d'Agostino Barbarigo en armure devant un rideau rouge. L'amiral de la Marineria veneziana y figure une flèche en main, renvoi posthume à celle qui l'a tué à la bataille de Lépante, de laquelle l'artiste peint par ailleurs une Allégorie. Achetée à Italico Brass en 1928, l'œuvre est conservée au Cleveland Museum of Art, à Cleveland, dans l'Ohio, aux États-Unis.

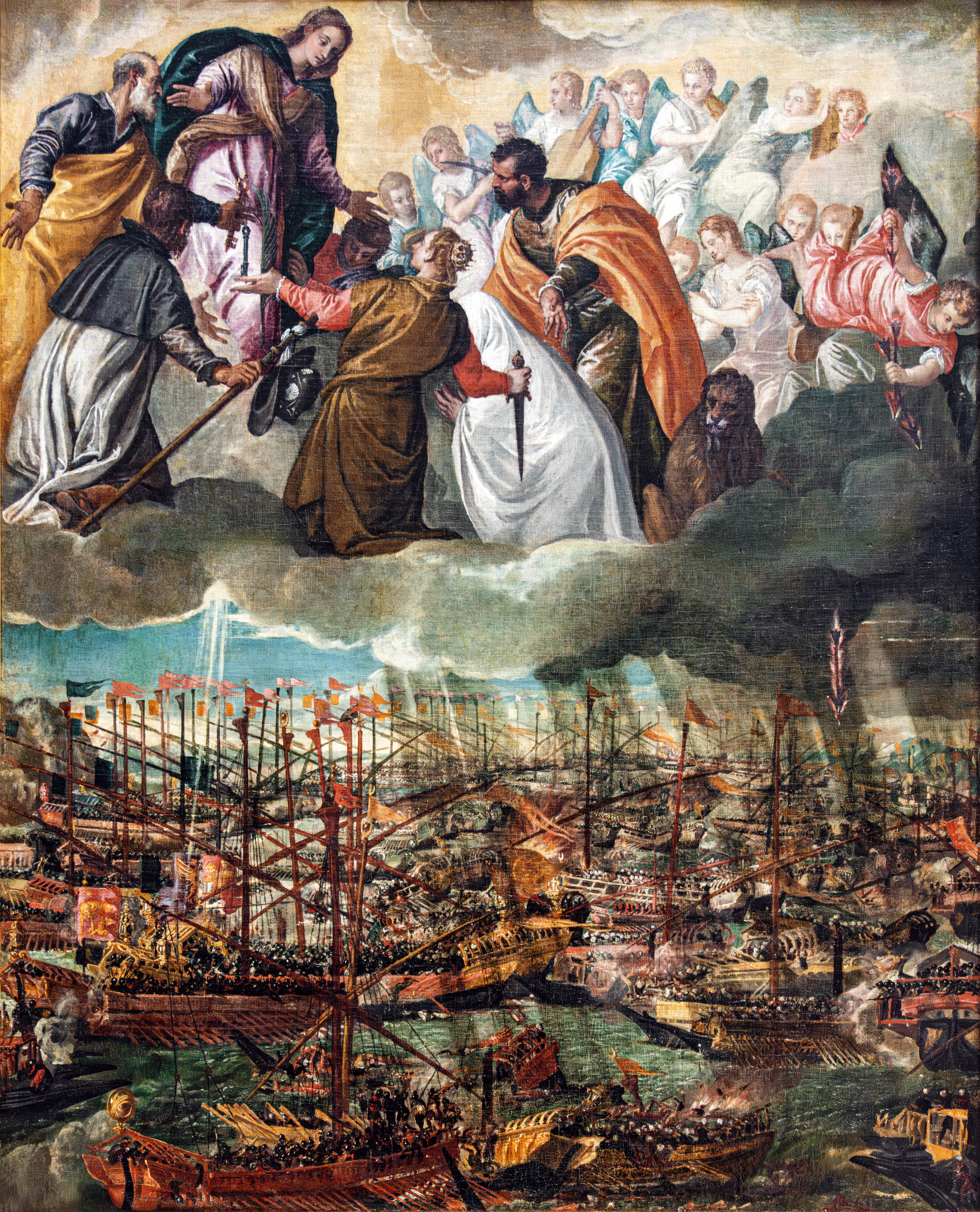
Paul Véronèse, Allégorie de la bataille de Lépante, 1572-1573 – Galeries de l'Académie de Venise, Venise.